# Sergio Mendoza
Sergio Mendoza (El Progreso, 23 de maio de 1981) é um futebolista profissional hondurenho, milita atualmente no Motagua.

## Carreira
Mendoza representou a Seleção Hondurenha de Futebol na Copa do Mundo de 2010.